# Netzausbreitung
Als Netzausbreitung wird in der klassischen Geodäsie der schrittweise Aufbau eines landesweiten Vermessungsnetzes bezeichnet, ausgehend von einem astronomisch eingemessenen, annähernd in Landesmitte gelegenen Fundamentalpunkt. Die einzelnen Netz- bzw. Vermessungspunkte werden durch Winkelmessung langer Dreiecke auf der Erdoberfläche bestimmt, heute auch durch elektromagnetische Entfernungsmessung. Da früher die Ausmessung langer Distanzen schwierig war, wurde der Netzmaßstab bis etwa 1960 durch nur eine, aber mehrere Kilometer lange Basislinie festgelegt.
Die Bezugsfläche solcher Netze ist ein für das Land geeignetes Referenzellipsoid (regionale Annäherung an das mittlere Erdellipsoid), die Berechnungsmethode die sphärische Trigonometrie. Während kleinere Dreiecke auf einer Kugel mit dem mittleren Erdradius berechnet werden können, ist für größere Distanzen die Geodätische Hauptaufgabe auf dem Ellipsoid zu lösen.
Die erste Phase einer Netzausbreitung auf dem Referenzellipsoid ist das Netz erster Ordnung, das aus Dreiecken (meist zwischen Berggipfeln) mit Seitenlängen von etwa 20 bis 50 km besteht. Als Ausgangswert dient die astronomische Breite des Fundamentalpunktes und ein astronomisches Azimut zu einem Nachbarpunkt. Die geografischen Koordinaten der anderen Netzpunkte ergeben sich durch die Koordinatendifferenzen zum Fundamentalpunkt („geodätische Übertragung“).
Danach wird (bzw. wurde) in dieses Grundlagennetz ein Netz zweiter Ordnung mit etwa 10 km Maschenweite eingefügt. Die weitere Verdichtung auf Netze 4. bis 5. Ordnung (etwa 1–2 km) erfolgte durch einfachere Methoden der lokalen Punkteinschaltung und wird daher nicht mehr als Netzausbreitung bezeichnet.
Ab etwa 1950 wurden zusätzlich mehrere Laplace-Azimute in die Netze eingefügt, um kleine Störungen durch das Erdschwerefeld zu minimieren. Später kamen Methoden der Satellitengeodäsie hinzu, beispielsweise im Europanetz WEST der 1970er Jahre. Wenn man hingegen heute in manchen Entwicklungsländern Vermessungsnetze überarbeitet, wird statt der regionalen Netzausbreitung ein internationales geozentrisches Bezugsystem wie das ITRF zugrunde gelegt.